# 2006년 전국소년체육대회
제35회 전국소년체육대회는 2006년 6월 17일부터 6월 20일까지 대한민국 울산광역시에서 열렸다.

## 개요
- 대회명칭 : 제35회 전국소년체육대회
- 개최기간 : 2006년 6월 17일 ~ 2006년 6월 20일
- 개최지 : 울산광역시
- 구호 : 몸도 튼튼, 마음도 튼튼, 나라도 튼튼
- 참가인원 : 11,868명
- 종별 : 초등부, 중등부
- 마스코트 : 해울이

## 종목

### 정식종목
| - 검도 - 근대3종 - 농구 - 럭비 - 레슬링 - 배구 - 배드민턴 - 복싱 - 볼링 - 사격 | - 사이클 - 수영 (경영, 다이빙, 수구) - 씨름 - 양궁 - 역도 - 요트 - 유도 - 육상 - 인라인롤러 - 정구 | - 조정 - 체조 - 축구 - 카누 - 탁구 - 태권도 - 테니스 - 펜싱 - 하키 - 핸드볼 |

## 경기장
| 종목         | 소재지           | 경기장                   | 종별                  | 세부종목  | 비고                            |
| ------------ | ---------------- | ------------------------ | --------------------- | --------- | ------------------------------- |
| 검도         | 중구             | 중앙고체육관             | 전종별                |           |                                 |
| 근대3종      | 남구             | 문수실내수영장           | 전종별                | 수영      |                                 |
| 근대3종      | 남구             | 문수실내사격장           | 전종별                | 사격      |                                 |
| 근대3종      | 중구             | 울산종합운동장           | 전종별                | 육상      |                                 |
| 농구         | 남구             | 울산여고체육관           | 중학부                |           |                                 |
| 농구         | 남구             | 성광여고체육관           | 초등부                |           |                                 |
| 럭비         | 울주군           | 삼성SDI럭비장            | 전종별                |           |                                 |
| 레슬링       | 중구             | 울산고체육관             | 전종별                |           |                                 |
| 배구         | 남구             | 제일고체육관             | 남자중학부            |           |                                 |
| 배구         | 남구             | 삼산고체육관             | 여자중학부            |           |                                 |
| 배구         | 중구             | 중앙여고체육관           | 남자초등부/여자초등부 |           |                                 |
| 배드민턴     | 남구             | 울산대학교체육관         | 전종별                |           |                                 |
| 복싱         | 울주군           | 경영정보고체육관         | 전종별                |           | 울산기술공업고등학교로 명칭변경 |
| 볼링         | 울주군           | 온산프라자볼링장         | 전종별                |           |                                 |
| 사격         | 남구             | 문수실내사격장           | 전종별                |           |                                 |
| 사이클       | 전주시(전라북도) | 전주벨로드롬             | 전종별                |           |                                 |
| 수영         | 남구             | 문수실내수영장           | 전종별                |           |                                 |
| 씨름         | 중구             | 성신고체육관             | 전종별                |           |                                 |
| 야구         | 포항시(경상북도) | 포항야구장               | 중학부                |           |                                 |
| 야구         | 남구             | 장생포야구장             | 초등부                |           |                                 |
| 양궁         | 남구             | 울산문수국제양궁장       | 전종별                |           |                                 |
| 역도         | 남구             | 학성고체육관             | 전종별                |           |                                 |
| 유도         | 남구             | 종하체육관               | 전종별                |           |                                 |
| 육상         | 중구             | 울산종합운동장           | 전종별                | 트랙/필드 |                                 |
| 인라인롤러   | 남구             | 문수인라인롤러스케이트장 | 전종별                |           |                                 |
| 정구         | 남구             | 종하체육관코트           | 전종별                |           |                                 |
| 조정         | 남구             | 태화강일원               | 전종별                |           |                                 |
| 체조         | 울주군           | 울주군민학생체육관       | 전종별                | 기계체조  |                                 |
| 체조         | 남구             | 울산학생체육관           | 전종별                | 리듬체조  | 울산공업고등학교에 소재         |
| 축구         | 남구             | 문수보조구장             | 남자중학부            |           |                                 |
| 축구         | 동구             | 미포구장                 | 남자초등부            |           | 방어진체육공원                  |
| 축구         | 동구             | 서부구장                 | 여자초등부            |           |                                 |
| 축구         | 북구             | 강동구장                 | 여자중학부            |           | A,B구장                         |
| 카누         | 남구             | 태화강일원               | 전종별                |           |                                 |
| 탁구         | 동구             | 현대중공업체육관         | 전종별                |           |                                 |
| 태권도       | 중구             | 동천체육관               | 전종별                |           |                                 |
| 테니스       | 남구             | 문수테니스코트           | 중학부                |           | 클레이/하드코트                 |
| 테니스       | 남구             | 울산대학교코트           | 초등부                |           | 클레이코트                      |
| 트라이애슬론 | 울주군           | 진하해수욕장 일원        | 전종별                |           |                                 |
| 펜싱         | 중구             | 동여중체육관             | 전종별                |           | 약사중학교로 명칭변경           |
| 하키         | 부산광역시       | 부산강서하키장           | 전종별                |           | 1구장(남자부)/2구장(여자부)     |
| 핸드볼       | 남구             | 신정여중체육관           | 중학부                |           | 울산서여자중학교로 명칭 변경    |
| 핸드볼       | 남구             | 신정고체육관             | 초등부                |           |                                 |